# Madagaskarbuizerd
De madagaskarbuizerd (Buteo brachypterus) is een roofvogel uit de familie van de Havikachtigen (Accipitridae).

## Verspreiding en leefgebied
Deze soort is endemisch op Madagaskar.

## Trivia
De madagaskarbuizerd was te zien in de tweede aflevering van de Britse natuurfilmdocumentaireserie Madagascar.